# Prometheus (Kokoschka)
Das Deckenbild Prometheus ist ein Triptychon von Oskar Kokoschka. Das 1950 mit Tempera auf Leinwand gemalte Bild ist insgesamt 239 × 813 cm groß. Kokoschka bekam den Auftrag von Graf Antoine Seilern für sein Privathaus. Es befindet sich nun im Courtauld Institute of Art in London.

## Inhalt und Bildmotiv
Bei Aufbau und Form lehnte sich Kokoschka stark an barocke Deckengemälde an. Grundlage für das Gemälde ist die Prometheus-Sage. Für Kokoschka ein Beispiel für die menschliche Tragödie: Der Mensch zerstört sich durch Überschätzung immer wieder selbst.
Kokoschka diente das Gemälde auch zur Verteidigung der gegenständlichen Malerei. So sagte er über das Bild: Diese Malerei sollte gegenständlichen Inhalt und Raum aufweisen, wie es dem Europäer, der mit der Geschichte verbunden ist, entspricht. In diesem Zusammenhang sprach er sich auch für eine mitteilbare Kunstsprache aus.
Auf der Mitteltafel, die den Titel Apocalypse trägt, ist das Goldene Zeitalter oder das Paradies dargestellt. Insbesondere hier zeigt sich die formale Anlehnung an den Barock. Die linke Tafel zeigt Hades, ein Selbstbildnis von Kokoschka, und Persephone, die von Demeter zeitweise befreit wird. Rechts sieht man den gefesselten Prometheus und den Adler Aithon, der seine Leber frisst.